# سار (عصبة الأمم)
إقليم السار أو أراضي حوض السار (بالإنجليزية: The Territory of the Saar Basin)‏ (بالفرنسية:  Le Territoire du Bassin de la Sarre)‏ (بالألمانية: Saarbeckengebiet) هي منطقة ألمانية كانت محتلة ومحكومة من قبل المملكة المتحدة وفرنسا بموجب انتداب من عصبة الأمم ووفق معاهدة فرساي في الفترة من 1920-1935. ويبلغ عدد سكان الإقليم حوالي 812,000 حسب تقديرات عام 1933، عاصمة الإقليم هي مدينة ساربروكن. وفي عام 1935 أعيد إقليم السار إلى ألمانيا بعد استفتاء أجري في 13 يناير 1935.

## المجلس الإقليمي لإقليم سار
لم يكن لإقليم سار أي حكم داخلي؛ بدلًا من ذلك، قررت اللجنة الحاكمة (المعروفة باللغة الألمانية باسم اللجنة الحكومية) جميع التشريعات وحدها. حسب الفقرة رقم 23 من معاهدة فرساي، كان على اللجنة الحاكمة إنشاء جمعية من الممثلين المنتخبين لسكان إقليم سار بالطريقة التي تحددها اللجنة الحاكمة بنفسها. لذلك في 24 مارس 1922، بعد أربع سنوات دون أي تمثيل رسمي للشعب، أصدرت اللجنة مرسومًا بتشكيل مجلس إقليم سار يسمى المجلس الإقليمي. في يونيو 1922، عقدت اللجنة الحاكمة أول انتخابات المجلس، وبدءًا من الانتخابات الثانية مُدّدت فترة التشريع من ثلاث إلى أربع سنوات، مع انتخابات في عام 1928 وفي عام 1932.
بلغ عدد أعضاء المجلس الإقليمي 30 عضوًا، وحددت اللجنة الحاكمة عمدًا شخصًا واحدًا كرئيس، وهو رئيس المجلس الإقليمي. في الفترة التشريعية الأولى، لم تختار اللجنة الرئيس من بين أعضائها. لم يكن المجلس برلمانًا، بل هيئة استشارية فقط. يمكن الاستماع إلى الممثلين، ولكن ليس لهم رأي في جدول الأعمال الذي سيُناقش، ناهيك عن التشريعات. وُضع جدول أعمال المسائل التي ستُناقش من قبل لجنة الإدارة حصريًا. لم يكن لأعضاء المجلس الإقليمي الحق في الاستجواب، ولا الحق في طرح موضوع ما على جدول الأعمال، ولا الحق في تقديم مشروع قانون، ولم يتمتعوا بالحصانة.
في ظل ذلك الوضع، عارض جميع الممثلين المنتخبين في المجلس الإقليمي، بغض النظر عن الحزب، نظام الحكم الاستبدادي في إقليم سار، وطالبت جميع الأطراف بعودة إقليم سار إلى ألمانيا حيث يمكن للشعب أن ينتخب البرلمان. بالنسبة للاستفتاء عام 1935، اقترح الاشتراكيون الديمقراطيون والشيوعيون، دون فائدة، أن المنتخبين يجب أن يقرروا لصالح استمرار الوضع الراهن.

## استفتاء شعبي عام
في عام 1933، انتقل عدد كبير من المعارضين السياسيين للاشتراكية الوطنية إلى إقليم سار، لأنها كانت الجزء الوحيد من ألمانيا الذي بقي تحت الاحتلال الأجنبي بعد الحرب العالمية الأولى. ونتيجة لذلك، تحركت الجماعات المناهضة للنازية من أجل بقاء سارلاند تحت الاحتلال البريطاني والفرنسي. ومع ذلك، فإن الانتداب كان لا يحظى بشعبية كبيرة نظرًا لأن معظم سكان المنطقة كانوا من الألمان. أُجري استفتاء عام في الإقليم في 13 يناير 1935.
مع ترويج أدولف هتلر لبروباغندا عودة سار إلى ألمانيا، صمم جوزيف جوبلز حملة منسقة للتأثير على المنتخبين. كما ساعد دعم السلطات الكاثوليكية المحلية للعودة، وكذلك المخاوف بشأن البلشفية، وبمشاركة المنتخبين بلغت النسبة 98%، كانت نتيجة الاستفتاء أن الأغلبية الساحقة 90.8%، صوتت لإعادة الانضمام إلى الرايخ الألماني، مع 8.8% فقط صوتوا للاحتفاظ بالوضع الراهن، لأنهم لم يرغبوا في ذلك بالدرجة الأولى. حصل خيار الانضمام إلى فرنسا على 0.4% من الأصوات.
بعد التصويت، أعلن هتلر أن ألمانيا ليس لديها المزيد من المطالب الإقليمية لفرنسا.
كان مكتب نانسين الدولي للاجئين مسؤولًا عن التوطين الناجح للاجئين سار في باراغواي بعد عام 1935.

## الحكم الألماني
في 17 يناير 1935، وافق المجلس على إعادة توحيد الإقليم مع ألمانيا. في 1 مارس، أعادت ألمانيا دمج المنطقة مع الرايخ الألماني، وعينت جوزيف بوركل في منصب مفوض الرايخ لإعادة توحيد سارلاند.
سُجن العديد من معارضي النازية الذين جاؤوا إلى المنطقة بالإضافة إلى سياسيين سابقين وبعض أصحاب المناصب الذين تعاونوا مع الاحتلال.

## الحماية الفرنسية
بعد الحرب العالمية الثانية، أُنشئت حماية فرنسية داخل حدود مماثلة لتلك الموجودة في الإقليم.  أُجري استفتاء في 23 أكتوبر 1955 أنهى الحكم والنفوذ الفرنسيين. في 1 يناير 1957، انضمت سارلاند إلى ألمانيا الغربية.